# Rosenspitze
La Rosenspitze est une montagne qui s’élève à 3 060 m d’altitude dans les Hohe Tauern, en Autriche.